# 754 a.C.

## Eventos
- 21 de abril: Segundo Eutrópio, Rômulo, então com 18 anos de idade, e que tinha uma vida predatória entre pastores, funda uma pequena cidade no Monte Palatino.[1][Nota 1] Ele chamou esta cidade de Roma, por causa de seu nome.[2][Nota 2]